# Robert Turnbull (fotbollsspelare)
Robert Joseph "Bobby" Turnbull, född den 17 december 1895 i Middlesbrough, död den 18 mars 1952, var en engelsk professionell fotbollsspelare.
Turnbull spelade bland annat i Bradford (Park Avenue) och Leeds United, där han gjorde 215 matcher och 46 mål mellan 1925 och 1932.
Han gjorde även en landskamp för England.